# Юніон-Депозіт (Пенсільванія)
Юніон-Депозіт (англ. Union Deposit) — переписна місцевість (CDP) в США, в окрузі Дофін штату Пенсільванія. Населення — 418 осіб (2020).

## Географія
Юніон-Депозіт розташований за координатами 40°17′36″ пн. ш. 76°40′51″ зх. д. / 40.29333° пн. ш. 76.68083° зх. д. (40.293370, -76.680707).  За даними Бюро перепису населення США в 2010 році переписна місцевість мала площу 0,81 км², з яких 0,78 км² — суходіл та 0,03 км² — водойми.

## Демографія
Згідно з переписом 2010 року, у переписній місцевості мешкало 407 осіб у 175 домогосподарствах у складі 113 родин. Густота населення становила 503 особи/км².  Було 189 помешкань (233/км²).
Расовий склад населення:
| - 91,9 % — білих - 4,9 % — азіатів - 1,2 % — чорних або афроамериканців - 0,5 % — корінних американців |

До двох чи більше рас належало 1,5 %. Частка іспаномовних становила 1,2 % від усіх жителів.
За віковим діапазоном населення розподілялося таким чином: 22,1 % — особи молодші 18 років, 67,6 % — особи у віці 18—64 років, 10,3 % — особи у віці 65 років та старші. Медіана віку мешканця становила 36,1 року. На 100 осіб жіночої статі у переписній місцевості припадало 113,1 чоловіків;  на 100 жінок у віці від 18 років та старших — 103,2 чоловіків також старших 18 років.
За межею бідності перебувало 13,2 % осіб, у тому числі 7,3 % дітей у віці до 18 років та 0,0 % осіб у віці 65 років та старших.
Цивільне працевлаштоване населення становило 302 особи. Основні галузі зайнятості: освіта, охорона здоров'я та соціальна допомога — 37,7 %, науковці, спеціалісти, менеджери — 14,6 %, виробництво — 10,6 %, будівництво — 9,9 %.